# الكويت في بطولة العالم للألعاب المائية 2013
شاركت الكويت في منافسة بطولة العالم للألعاب المائية 2013 [الإنجليزية] في برشلونة، إسبانيا من 19 يوليو إلى 4 أغسطس 2013.

## الغوص
تأهلت الكويت بالحصول على مقعد واحد للمشاركة في فعاليات الغوص التالية.
رجال
| الرياضي         | الحدث               | التصفيات | التصفيات | الدور نصف النهائي | الدور نصف النهائي | النهائي    | النهائي  |
| الرياضي         | الحدث               | نقاط     | ترتيب    | نقاط              | ترتيب             | نقاط ترتيب |          |
| --------------- | ------------------- | -------- | -------- | ----------------- | ----------------- | ---------- | -------- |
| عباس عبد الرحمن | القفز من ارتفاع 1 m | 270.25   | 38       | —                 | —                 | لم يتأهل   | لم يتأهل |
| عباس عبد الرحمن | القفز من ارتفاع 3 m | 289.45   | 44       | لم يتأهل          | لم يتأهل          | لم يتأهل   | لم يتأهل |

## سباحة
حقق السباحون الكويتيون معايير التأهل في الأحداث التالية (بحيث يسمح لهم المشاركة بحد أقصى بسباحين اثنين في كل حدث عند توقيت الدخول بالمعيار A، وسباح واحد عند المعيار B).
رجال
| الرياضي      | الحدث           | التصفيات | التصفيات | الدور نصف النهائي | الدور نصف النهائي | النهائي  | النهائي  |
| الرياضي      | الحدث           | الوقت    | الترتيب  | الوقت             | الترتيب           | الوقت    | الترتيب  |
| ------------ | --------------- | -------- | -------- | ----------------- | ----------------- | -------- | -------- |
| يوسف العسكري | 100 m فراشة     | 56.40    | 45       | لم يتأهل          | لم يتأهل          | لم يتأهل | لم يتأهل |
| يوسف العسكري | 200 m فراشة     | 2:07.03  | 32       | لم يتأهل          | لم يتأهل          | لم يتأهل | لم يتأهل |
| محمد مدوه    | 50 m سباحة حرة  | 23.34    | 46       | لم يتأهل          | لم يتأهل          | لم يتأهل | لم يتأهل |
| محمد مدوه    | 100 m سباحة حرة | 52.06    | 48       | لم يتأهل          | لم يتأهل          | لم يتأهل | لم يتأهل |

سيدات
| الرياضي  | الحدث          | التصفيات | التصفيات | الدور نصف النهائي | الدور نصف النهائي | النهائي  | النهائي  |
| الرياضي  | الحدث          | الوقت    | الترتيب  | الوقت             | الترتيب           | الوقت    | الترتيب  |
| -------- | -------------- | -------- | -------- | ----------------- | ----------------- | -------- | -------- |
| في سلطان | 50 m سباحة حرة | 27.25    | 48       | لم تتأهل          | لم تتأهل          | لم تتأهل | لم تتأهل |
| في سلطان | 50 m سباحة ظهر | 31.36    | 43       | لم تتأهل          | لم تتأهل          | لم تتأهل | لم تتأهل |